# جو نيلسون
جو نيلسون (بالإنجليزية: Joe Nelson) هو لاعب كرة قاعدة أمريكي، ولد في 25 أكتوبر 1974 في ألاميدا في الولايات المتحدة.

## وصلات خارجية
- جو نيلسون على موقع دوري كرة القاعدة الرئيسي (الإنجليزية)
- جو نيلسون على موقعبيزبول رفرنس.كوم (الدوري الرئيسي) (الإنجليزية)
- جو نيلسون على موقعبيزبول رفرنس.كوم (الدوري الثانوي) (الإنجليزية)
- جو نيلسون على موقع إي إس بي إن.كوم (أم.أل.بي) (الإنجليزية)
- جو نيلسون على موقع مشجعي الرسوم البيانية (الإنجليزية)